# Velika Ljubina
Velika Ljubina je naseljeno mjesto u općini Foča, Republika Srpska, BiH. Velikoj Ljubini je bilo upravno pripojeno naselje Mala Ljubina. Ne pojavljuje na popisima poslije 1961., jer je već 1962. upravno spojeno s naseljem Čagoštom u naselje Ljubinu.(Sl.list NRBiH, br.47/62).

## Stanovništvo
| Narod     | Popis 1961. |
| --------- | ----------- |
| Hrvati    |             |
| Muslimani | 132         |
| Srbi      | 62          |
| ostali    | 4           |
| Ukupno    | 198         |